# قره‌کول (استان جلال‌آباد)
قره‌کول (به قرقیزی: Кара-Көл، قارا كۅل) یک شهر در قرقیزستان است که در استان جلال‌آباد واقع شده‌است. قره‌کول ۱٬۰۵۰ کیلومتر مربع مساحت و ۲۲٬۵۰۲ نفر جمعیت دارد و ۹۳۰ متر بالاتر از سطح دریا واقع شده‌است.